# Johannes Daniël Belmer

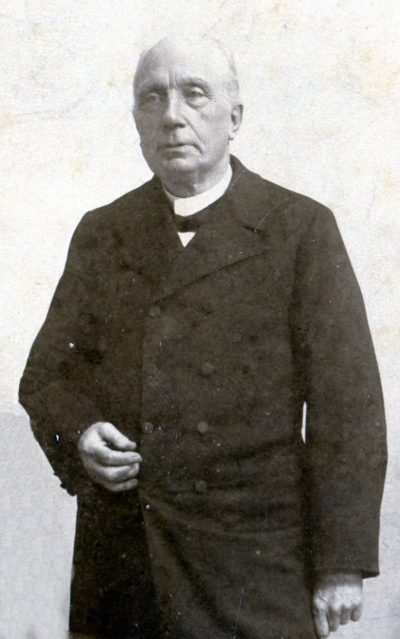
Johannes Daniël Belmer

Johannes Daniël Belmer (geboren 6. April 1827 in Utrecht; gestorben 6. Mai 1909 in Barneveld) war ein niederländischer Maler.

## Leben
Johannes Daniël Belmer studierte Malerei an der Akademie der Bildenden Künste in Antwerpen. Er war in Kampen am Städtischen Gymnasium und an der Hogereburgerschool (HBS) als Zeichenlehrer tätig und lebte ab 1900 in Barneveld. Er malte Porträts, Stillleben und Landschaften. Zu seinen Schülern gehörten Chris Huidekooper, Lucie van Dam van Isselt, Albert Kiel, Gesine Schenk, Willem Bastiaan Tholen und Jan Voerman.

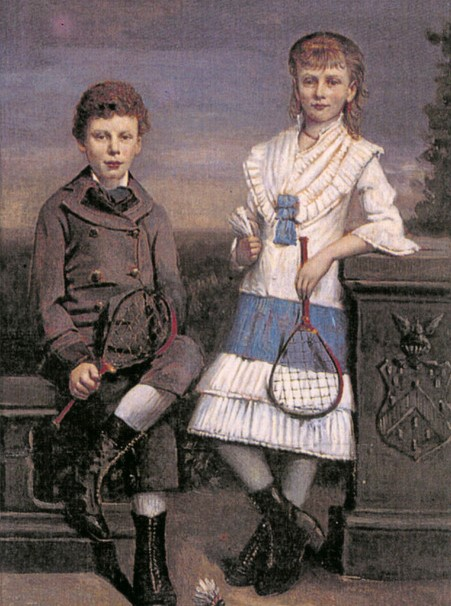
Lucie van Dam van Isselt und ihr Bruder Willem
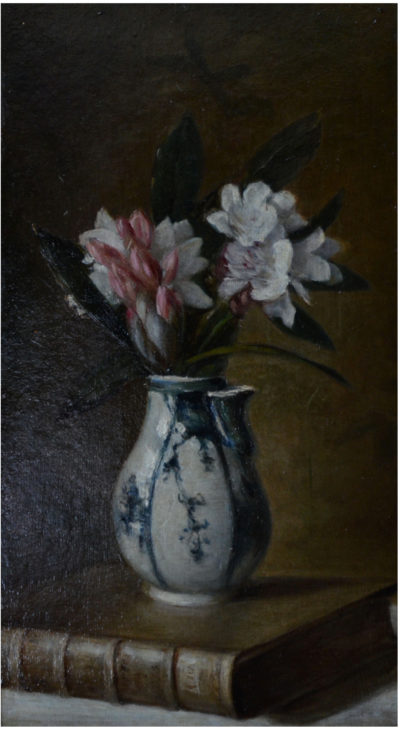
Stillleben
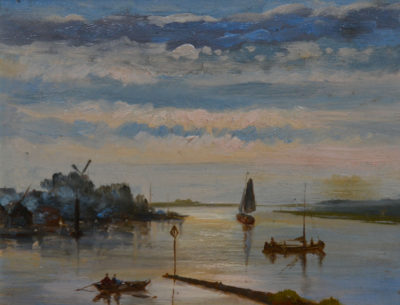
Landschaft
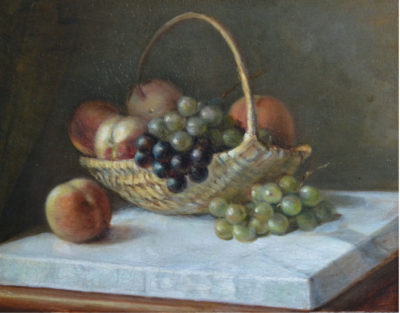
Stillleben
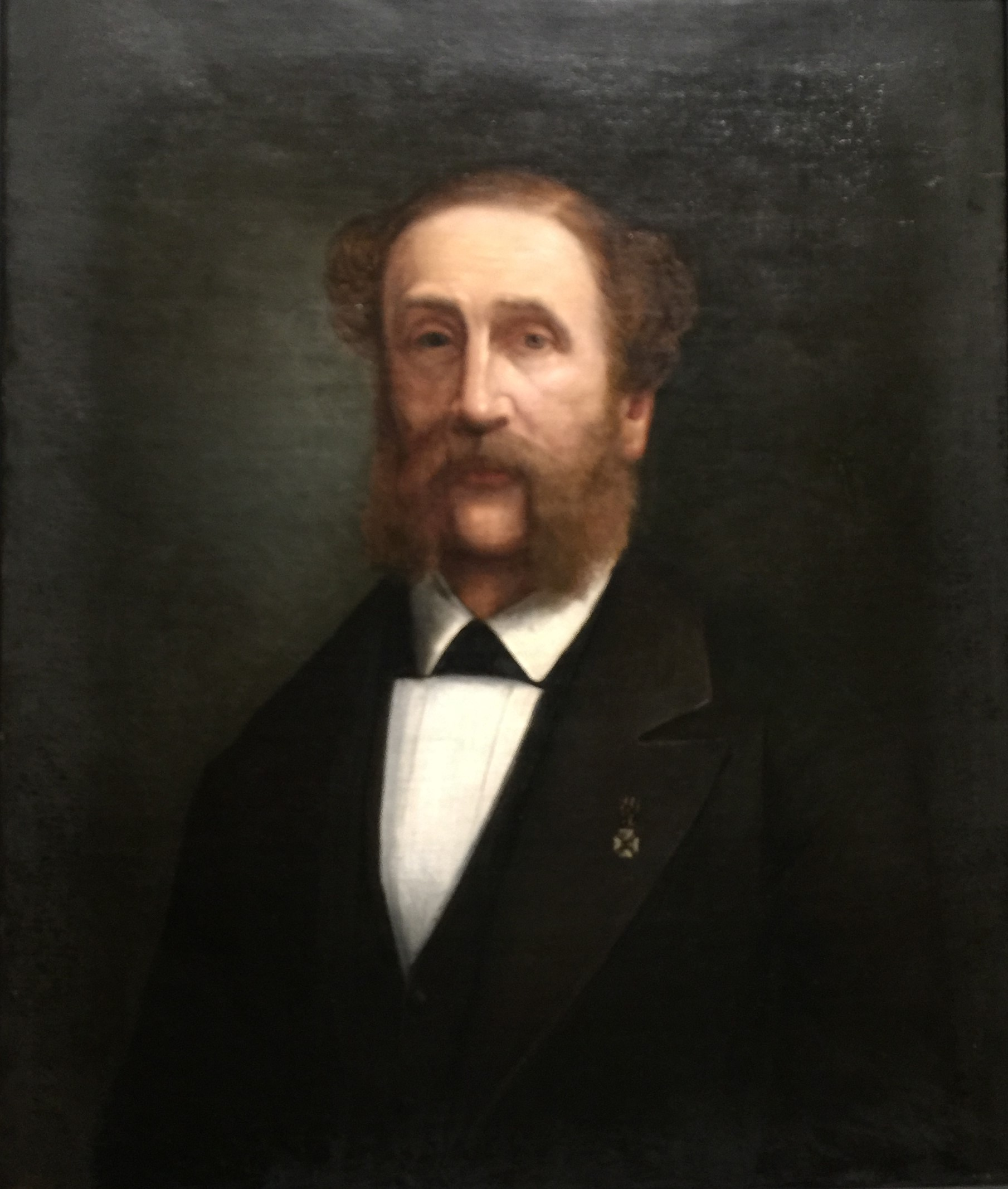
Porträt von S.H. de la Sablonière